# Margaret Burbidgeová
Eleanor Margaret Burbidgeová (rozená Peacheyová), FRS (12. srpna 1919, Davenport – 5. dubna 2020) byla americká astrofyzička britského původu, známá svým originálním výzkumem. Zastávala celou řadu administrativních postů, včetně ředitelky Royal Greenwich Observatory.
Během své kariéry působila na observatoři Londýnské univerzity, Yerkes Observatory Chicagské univerzity, Cavendishových laboratořích v Cambridgi, Kalifornském technologickém institutu a od roku 1979 do roku 1988 byla první ředitelkou Centra pro astronomie a kosmické vědy na Kalifornské univerzitě v San Diegu, kde pracovala od roku 1962.

## Kariéra
Burbidgeová začala studovat astronomii v roce 1936 na University College Londýn, kde v roce 1939 získala magisterský titul, doktorát obdržela na téže univerzitě v roce 1943. V roce 1945 ji odmítlo přijmout Carnegie Institution for Science, protože členství by znamenalo, že by musela pozorovat na observatoři Mount Wilson, která v té době byla vyhrazena pouze mužům.
V roce 1950 požádala o grant na Yerkes Observatory ve Williams Bay ve Wisconsinu, následujícího roku odešla do Spojených států. Její výzkumný zájem se zaměřil na chemické abundance ve hvězdách. V roce 1953 se vrátila do Anglie a začala výzkum ve spolupráci se svým manželem Geoffreym Burbidgem, společně s Williamem Alfredem Fowlerem a Fredem Hoylem. Na základě experimentů a observačních dat iniciovaných Margaret a Geoffrey Burbidgeovými, vytvořil tým hypotézu, že všechny chemické prvky mohou být syntetizovány při jaderných reakcích ve hvězdách (nyní známo jako hvězdná nukleosyntéza). Výsledná astrofyzikální teorie zveřejněná v roce 1957 se nazývá B2FH podle vědců účastnících se výzkumu (Burbidge, Burbidgeová, Fowler, Hoyle). Tato teorie byla základem pro podstatné oblasti výzkumu v astrofyzice.
Po deseti letech získala v roce 1955 konečně přístup na observatoř Mount Wilson, když se vydávala za asistentku svého manžela. Vedení nakonec souhlasilo, že může zůstat, pokud ona a její manžel budou žít v samostatném domku na pozemku a ne v ubytovně určené pouze pro muže.
V roce 1972 se stala ředitelkou Královské greenwichské observatoře. Poprvé za 300 let se stalo, že funkce nebyla spojena s postem královského astronoma, kterým byl v té době astronom (a pozdější nositel Nobelovy cenu) Martin Ryle. Burbidgeová opustila post v roce 1974, patnáct měsíců po svém nástupu do funkce, když vypukla kontroverze kolem přemístěni Isaac Newton Telescope z observatoře na užitečnější místo.
Burbidgeová se stala jednou z nejvýznamnějších a nejvlivnějších osobností v boji za ukončení diskriminace žen v astronomii. V důsledku toho v roce 1972 odmítla Annie J. Cannon Award od Americké astronomické společnosti, protože bylo udělováno pouze ženám: „Je nejvyšší čas, aby diskriminace jak ve prospěch, tak v neprospěch žen v profesním životě byly odstraněny.“ O dvanáct let později jí společnost udělila bez ohledu na pohlaví Russellovu docenturu.
V roce 1976 se stala první ženou v čele Americké astronomické společnosti. O rok později získala státní občanství Spojených států. V roce 1981 byla zvolena prezidentkou Americké asociace pro pokrok ve vědě.
V roce 2003 byla Burbidgeová uvedena do síně slávy Women's Museum of California, oceněna byla její vědecká kariéra a úspěchy.

## Osobní život
V dubnu 1948 se Margaret Peacheyová vdala za Geoffreyho Burbidge, teoretického astrofyzika, s nímž spolupracovala na jedné z nejdůležitějších astrofyzikálních teorií století. Jejich dcera Sarah se narodila roku 1956. Geoffrey Burbidge zemřel v roce 2010.

## Vědecké úspěchy
Po zisku doktorátu v roce 1943 začala provádět výzkum galaxií propojením spektrografu a dalekohledu. V Yerkes Observatory v USA studovala B hvězdy a galaktické struktury.
V roce 1957 ukázala skupina B2FH slavný výsledek, že všechny prvky s výjimkou úplně nejlehčích jsou vyráběny jadernými procesy uvnitř hvězd. Za tento výsledek v roce 1959 obdržela Warner Prize. V pozdějším výzkumu byla jednou z prvních, kdo změřil hmotnosti a rotační křivky galaxií a byla jedním z průkopníků studia kvasarů.
Na univerzitě v San Diegu také v roce 1990 pomohla vyvinout spectrograf pro Hubbleův vesmírný dalekohled. I v pokročilém věku byla emeritní profesorkou na univerzitě v San Diegu a pokračovala ve výzkumu v rámci nestandardní kosmologie, jako je vnitřní rudý posuv. Burbidgeová přispěla k více než 370 článkům o astronomickém výzkumu.
- Helen B. Warner Prize for Astronomy, oceněna s manželem (1959)
- Členka Americké akademie umění a věd (1969)[8]
- Členka Národní Akademie Věd (1978)[9]
- Medaile Catheriny Bruceové od Pacifické astronomické společnosti (1982)
- Národní vyznamenání za vědy (1983)[10]
- Světové ocenění Alberta Einsteina za vědu (1988) [11]
- Zlatá medaile Královské astronomické společnosti, oceněna s manželem (2005)

### Pojmenováno po ní
- Asteroid 5490 Burbidge